# Michel Bampély
Michel Bampély (nascut el 8 d’octubre de 1974 a Kíev) és un sociòleg, cantant, poeta i productor musical. És més conegut pel seu nom artístic Saint-Michel. La seva obra se situa entre la recerca social, la música i la poesia oral.

## Vida
Michel Bampély va néixer a Kíev i té orígens congolesos. És nét de Michel Mongali, exministre de Joventut i Esports al Congo durant la dècada de 1960. El seu oncle, Maxime Mongali, va ser un famós compositor de rumba congolesa.
Va créixer a París, on va descobrir la cultura hip-hop. Posteriorment va estudiar literatura moderna i sociologia, i es va doctorar a l’EHESS sota la direcció de Jean-Louis Fabiani.
A finals dels anys 1990 va fundar el grup La Troupe. El seu primer àlbum, La fête des fous, es va publicar l’any 2000. El 2011 va editar Les Rillettes du Mans, una combinació de poesia slam i cançó francesa.
El 2023 va presentar el seu projecte afro-jazz Grand Enfant (Afro-Jazz Vol.1), publicat per Universal Music Africa.
El juny del 2024, Michel Bampély va signar una carta oberta amb més de 4.000 científics contra el Rassemblement National, alertant sobre el perill per a la llibertat acadèmica. La crida es va publicar a L'Obs i va ser redactada pel col·lectiu *Scientifiques en rébellion*.
Des del 2022 està casat amb l’artista i poetessa Mademoiselle Éférie. Tenen dos fills i actuen junts en duet, com en la cançó Le Bal Blomet.

## Publicacions

### Obres
- 1999: La fête des fous, chansons pour voix et piano. Obra col·lectiva, Scorpio Music.
- 2016: Chansons et costumes à la mode juridique et française. Actes del Col·loqui de Le Mans, Éditions L’Épitoge.
- 2025: En Afrique, l'ordre constitutionnel en questions, Éditions Afrique Contemporaine.

### Articles
- 2025: Michel Bampély, « Bonacci Giulia, Delmas Adrien, Argyriadis Kali, Cuba and Africa, 1959–1994: Writing an Alternative Atlantic History, Wits University Press, 2020 », Afrique contemporaine, núm. 278, 2 | 2024. (republicat el 24 de gener de 2025 ; DOI)

## Discografia
- La fête des fous (2000)
- Les Rillettes du Mans (2011)
- Grand Enfant (Afro-Jazz Vol.1) (2023)
- Les Infinis (Soul Jazz Poetry) (2025)